# Équipe de Tunisie de football en 1989
L'équipe de Tunisie de football est marquée en 1989 par le passage manqué de Mokhtar Tlili. Confronté à la lutte des clans entre les joueurs de l'Espérance sportive de Tunis (EST) et ceux de l'Étoile sportive du Sahel, il tranche en faveur des premiers en écartant Lotfi Hassoumi et en construisant la sélection autour de sept joueurs de l'EST : Tarak Dhiab, Nabil Maâloul, Khaled Ben Yahia, Haythem Abid, Taoufik Hichri, Ali Ben Néji et Rached Fareh. Cependant, l'ambiance ne s'améliore pas en raison de la lutte des clans de l'EST entre Ben Yahya-Dhiab d'un côté et Maâloul de l'autre. La lourde défaite essuyée contre l'équipe du Sénégal (0-3), en éliminatoires de la coupe d'Afrique des nations 1990, précipite son licenciement.
On fait de nouveau appel à Antoni Piechniczek mais cette année confirme le recul du football tunisien. Après l'élimination en coupe d'Afrique des nations, l'équipe est écartée des qualifications à la coupe du monde 1990 à l'issue d'une double défaite contre le Cameroun.

## Matchs

### Rencontres internationales
| Date              | Stade                                | Adversaire | Score | Comp | Buteurs tunisiens                         |
| 3 janvier 1989    | Libreville, Gabon                    | Gabon      | 3-2   | A    | Ben Yahia 45e, Ben Néji 52e, Mahjoubi 70e |
| 8 janvier 1989    | Kinshasa, Zaïre                      | Zaïre      | 1-3   | QCDM | Bousnina 6e                               |
| 22 janvier 1989   | Stade olympique d'El Menzah, Tunisie | Maroc      | 2-1   | QCDM | Abdelli 37e, Dhiab 45e                    |
| 14 mars 1989      | Stade olympique d'El Menzah, Tunisie | Égypte     | 0-0   | A    |                                           |
| 2 avril 1989      | Alger, Algérie                       | Algérie    | 0-2   | A    |                                           |
| 29 mai 1989       | Le Caire, Égypte                     | Égypte     | 0-1   | A    |                                           |
| 3 juin 1989       | Lilongwe, Malawi                     | Malawi     | 0-1   | A    |                                           |
| 11 juin 1989      | Lusaka, Zambie                       | Zambie     | 0-1   | QCDM |                                           |
| 16 juin 1989      | Alexandrie, Égypte                   | Égypte     | 1-1   | A    | Abdelli 59e                               |
| 25 juin 1989      | Stade olympique d'El Menzah, Tunisie | Zaïre      | 1-0   | QCDM | Maâloul 76e (pen.)                        |
| 2 juillet 1989    | Dakar, Sénégal                       | Sénégal    | 0-3   | QCAN |                                           |
| 16 juillet 1989   | Stade olympique d'El Menzah, Tunisie | Sénégal    | 0-1   | QCAN |                                           |
| 5 août 1989       | Stade olympique d'El Menzah, Tunisie | Malawi     | 3-0   | A    | Dhiab 12e, Abdelli 25e, Ben Yahia 69e     |
| 13 août 1989      | Casablanca, Maroc                    | Maroc      | 0-0   | QCDM |                                           |
| 27 août 1989      | Stade olympique d'El Menzah, Tunisie | Zambie     | 1-0   | QCDM | Mahjoubi 75e                              |
| 8 octobre 1989    | Yaoundé, Cameroun                    | Cameroun   | 0-2   | QCDM |                                           |
| 1er novembre 1989 | Stade olympique d'El Menzah, Tunisie | Algérie    | 0-0   | A    |                                           |
| 7 novembre 1989   | Stade olympique d'El Menzah, Tunisie | Égypte     | 0-4   | A    |                                           |
| 19 novembre 1989  | Stade olympique d'El Menzah, Tunisie | Cameroun   | 0-1   | QCDM |                                           |

### Matchs de préparation
| Date              | Stade                              | Adversaire                                                       | Score | Comp | Buteurs tunisiens                                                           |
| 6 juin 1989       | Lilongwe, Malawi                   | Blue Eagles FC ( Malawi)                                         | 3-1   | A    |                                                                             |
| 28 juillet 1989   | Thouars, France                    | Thouars Foot 79 ( France)                                        | 3-0   | A    |                                                                             |
| 30 juillet 1989   | Villeneuve-Loubet, France          | Étoile sportive de Vinneneuve-Loubet ( France)                   | 7-2   | A    |                                                                             |
| 2 août 1989       | Royan, France                      | Royan Vaux Atlantique FC ( France)                               | 8-2   | A    | J. Limam (2 buts), Hergal (2 buts), Dhiab, Abdelli, F. Rouissi, T. Mhedhebi |
| 9 août 1989       | Marcilla, Espagne                  | Club Atlético Marcilla-Aurora ( Espagne)                         | 4-0   | A    |                                                                             |
| 29 septembre 1989 | Joinville-le-Pont, France          | Équipe de football militaire du Bataillon de Joinville ( France) | 3-0   | A    | Abid, Henchiri, Hergal                                                      |
| 30 septembre 1989 | Joinville-le-Pont, France          | Équipe de football militaire du Bataillon de Joinville ( France) | 2-0   | A    | Abdelli, Ben Yahia                                                          |
| 1er octobre 1989  | Barcelone, Espagne                 | Club Esportiu Europa ( Espagne)                                  | 3-0   | A    | Hergal, Maaloul, Dhiab                                                      |
| 3 octobre 1989    | Paris, France                      | RC Paris ( France)                                               | 1-0   | A    | H. Tounsi                                                                   |
| 4 octobre 1989    | Clairefontaine-en-Yvelines, France | AS Sogara ( Gabon)                                               | 4-0   | A    | Abdelli, F. Rouissi, Dhiab, Ben Néji                                        |
| 5 octobre 1989    | Clairefontaine-en-Yvelines, France | Équipe de l'INF de Clairefontaine ( France)                      | 2-0   | A    | Abdelli, Ben Yahia                                                          |
| 6 octobre 1989    | Clairefontaine-en-Yvelines, France | Équipe de l'INF de Clairefontaine ( France)                      | 4-3   | A    | Z. Tlemçani (2 buts), Henchiri, Kh. Saïdi                                   |
| 13 novembre 1989  | Pise, Italie                       | Pise ( Italie)                                                   | 3-0   | A    | J. Limam (2 buts), Dhiab                                                    |

## Sources
- Mohamed Kilani, « Équipe de Tunisie : les rencontres internationales », Guide-Foot 2010-2011, éd. Imprimerie des Champs-Élysées, Tunis, 2010
- Béchir et Abdessattar Latrech, 40 ans de foot en Tunisie, vol. 1, chapitres VII-IX, éd. Société graphique d'édition et de presse, Tunis, 1995, p. 99-176